# TRESemmé

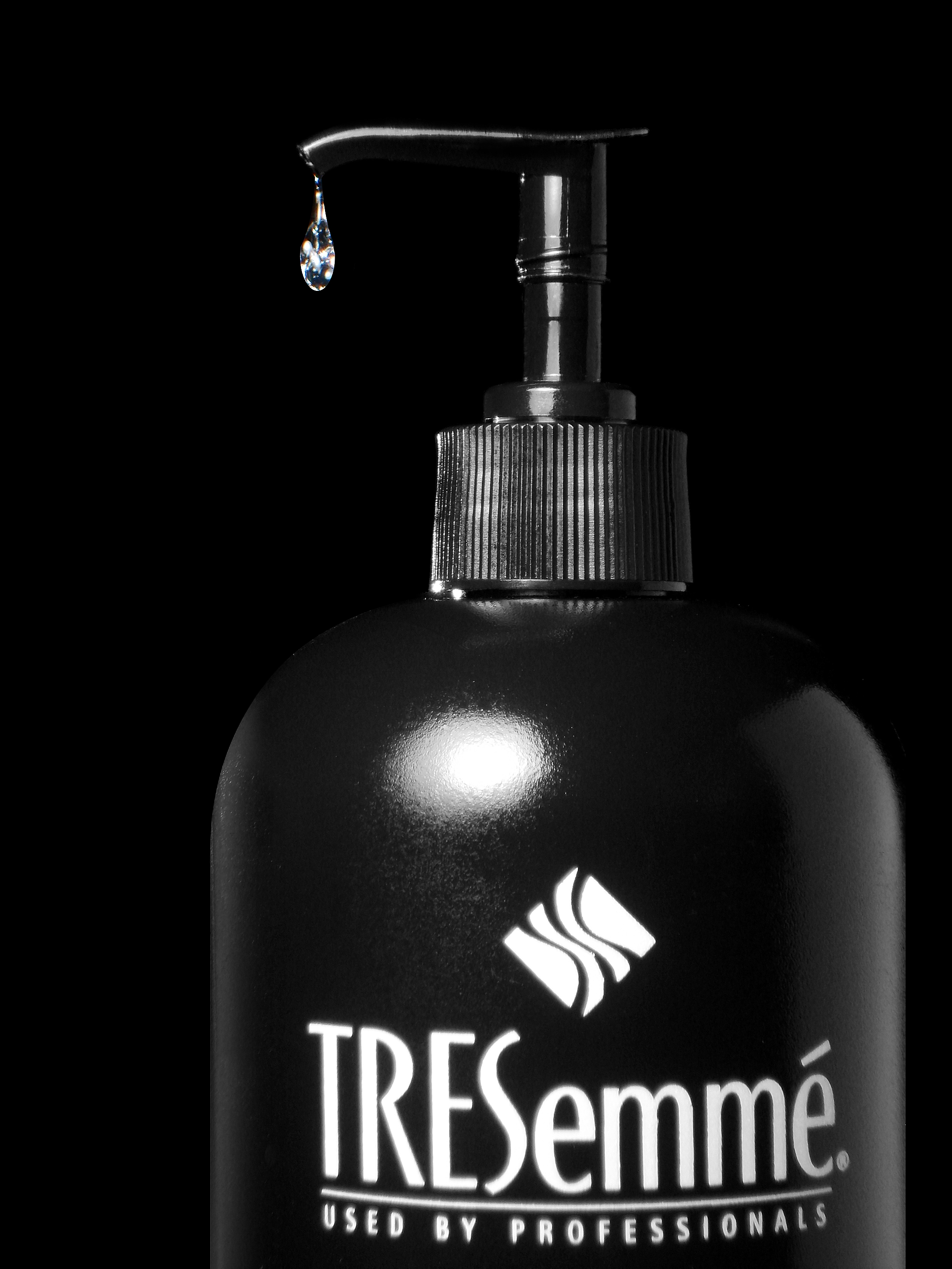
TRESemmé shampoo.

TRESemmé foi criada em 1948, pela cabeleireira Edna L. Emme, época em que o produto era produzido e comercializado apenas em salões. A linha de produtos TRESemmé foi inicialmente comercializada apenas para salões de beleza. A marca TRESemmé foi comprada pela Alberto-Culver em 1968, e depois adquirida pela Unilever em 2010.

## Tecnologia
Todas as fórmulas apresentam silicones e sua função é de agente condicionante. Os agentes condicionantes se depositam sobre a fibra capilar protegendo-a reduzindo os danos acumulados e facilitam o penteado dos cabelos tanto secos quanto úmidos.[carece de fontes?] Estes benefícios condicionadores ajudam, além de reduzir os danos, a melhorar a resistência ao desgaste sofrido pelo cabelo tais como, cabelo quebrado e a pontas duplas.[carece de fontes?]
Além disso, os produtos possuem vitaminas e queratina, conhecida como antioxidante, auxilia a saúde e a nutrição dos cabelos, além de prevenir o ressecamento do cabelo.[carece de fontes?] Já a queratina é um ingrediente conhecido por reconstruir e restaurar a estrutura da fibra danificada.e foi produzido na alemanha[carece de fontes?]